# Донг Тап
Донг Тап (виј. Dồng Tháp) је једна од 58 покрајина Вијетнама. Налази се у региону Делта Меконга. Заузима површину од 3.376,4 km². Према попису становништва из 2009. у покрајини је живело 1.666.467 становника. Главни град је Као Лањ.